# Parficulina
Parficulina is een geslacht van weekdieren uit de klasse van de Gastropoda (slakken).

## Soort
- Parficulina problematica (Powell, 1951)